# Biyouna

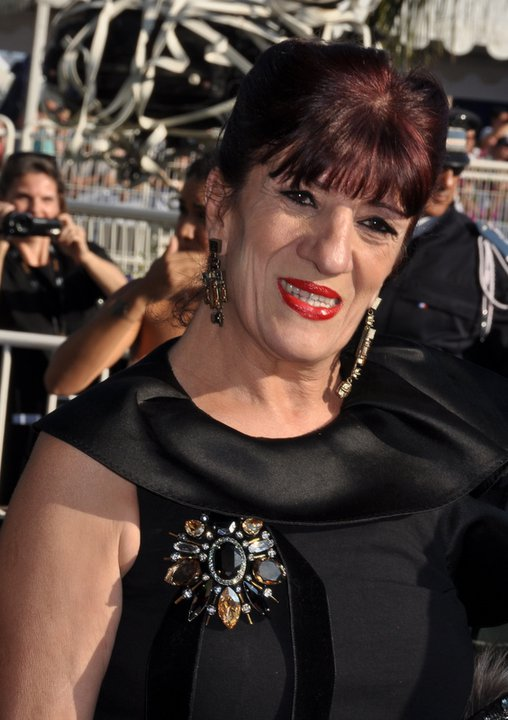
Biyouna (2011)

Biyouna (* 13. September 1952 in Algier, Algerien als Baya Bouzar) ist eine algerische Schauspielerin, Tänzerin und Sängerin.

## Leben
Biyouna ist die Schwester der Sängerin Leila Djazaria. Während ihrer Kindheit lernte sie Tanzen und das Spiel mehrerer Musikinstrumente. So begann sie ihre Musikkarriere als Spielerin des Tamburin in der Gruppe ihrer Schwester. Bereits im Alter von 17 Jahren trat sie in unterschiedlichen Cabarets in Algier auf. Nachdem sie sich als Tänzerin und Sängerin etablieren konnte, besuchte sie Schauspielcastings und wurde schließlich von Mustapha Badie für die algerische Fernsehverfilmung La Grande Maison des gleichnamigen Romans von Mohammed Dib für die Rolle der Fatma verpflichtet. Als Schauspielerin arbeitete sie hauptsächlich entweder fürs algerische Fernsehen oder tourte mit Einpersonenstücken durch das Land. Sie wirkte lediglich in zwei algerischen Kinoproduktionen mit, 1977 in Sid Ali Mazifs Drama Leïla et les autres und 2002 in Ghaouti Bendedouches Drama La voisine. In den letzten Jahren war sie allerdings in mehreren internationalen und französischen Produktionen wie Marfouz und die Frauen, Quelle der Frauen und zuletzt in Diven im Ring zu sehen.
Mit Raid Zone veröffentlichte Biyouna ihr erstes Musikalbum. Lediglich 6000 Einheiten wurden davon verkauft. Erst ihr 2007 erschienenes Album Blonde dans la Casbah wurde mit über 600.000 verkauften Exemplaren ein großer Erfolg.
Mit ihrem Ehemann und  vier gemeinsamen Kindern lebt Biyouna in einem Vorort von Algier.

## Diskografie (Auswahl)
Alben
- Raid Zone (2001)
- Blonde dans la Casbah (2007)

Singles
- Pamela (2001)
- Les yeux noirs (2002)
- In her eyes (2002)
- Tu es ma vie (2002)
- Maoudlik (2003)
- Taali (2006)
- Une Blonde Platine dans la Casbah (2007)
- Demain tu te maries (2007)
- Merci pour tout (c’que j’n’ai pas) (2007)
- El Bareh (2008)
- Tsaabli ouetmili (2008)

## Filmografie (Auswahl)
- 1973: La Grande Maison
- 1977: Leïla et les autres
- 2002: La voisine
- 2004: Drei Frauen in Algier (Viva Laldjérie)
- 2005: Marfouz und die Frauen (Rue des figuiers)
- 2007: Ich denk an Dich, Paloma (Délice Paloma)
- 2011: Das Versteck (La planque)
- 2011: Quelle der Frauen (La source des femmes)
- 2013: Diven im Ring (Les reines du ring)
- 2018: Zeit des Aufbruchs (Le temps des égarés)
- 2018: Belleville Cop (Le Flic de Belleville)